# (1215) Boyer
(1215) Boyer – planetoida z grupy pasa głównego asteroid okrążająca Słońce w ciągu 4 lat i 52 dni w średniej odległości 2,58 au. Została odkryta 19 stycznia 1932 roku w Algiers Observatory w Algierze przez Alfreda Schmitta. Nazwa planetoidy pochodzi od Louisa Boyera (1901-1999), francuskiego astronoma. Przed nadaniem nazwy planetoida nosiła oznaczenie tymczasowe (1215) 1932 BA.